# Asplenium pseudotenerum
Asplenium pseudotenerum är en svartbräkenväxtart som beskrevs av Garth Brownlie.
Asplenium pseudotenerum ingår i släktet Asplenium och familjen Aspleniaceae. Inga underarter finns listade i Catalogue of Life.